# The Majesty of the Law
The Majesty of the Law er en amerikansk stumfilm fra 1915 af Julia Crawford Ivers.

## Medvirkende
- George Fawcett som Randolph Kent.
- Jane Wolfe som Mrs. Kent.
- William Desmond som Jackson Morgan Kent.
- Myrtle Stedman som Virginia Fairfax.
- John Oaker som Lloyd Fairfax.